# Ferguson Ridge
Ferguson Ridge är en bergstopp i Antarktis. Den ligger i Västantarktis. Argentina, Chile och Storbritannien gör anspråk på området. Toppen på Ferguson Ridge är 855 meter över havet, eller 411 meter över den omgivande terrängen. Bredden vid basen är 7,1 km.
Terrängen runt Ferguson Ridge är huvudsakligen kuperad, men söderut är den platt.  Trakten är obefolkad. Det finns inga samhällen i närheten. 